# 佐田白茅
佐田 白茅（さだ はくぼう、天保3年12月10日（1833年1月30日） - 明治40年（1907年）10月4日）は、江戸時代後期の久留米藩士、明治時代初期の外交官である。初期の朝鮮との国交交渉に関与し、のち征韓論を唱えた人物として知られる。

## 経歴
名は直寛。通称は素一郎、「白茅」は号。別の号に「間放」。久留米藩の儒者・佐田竹水の長男。1852年（嘉永5年）、江戸の昌平黌で学び、1856年（安政3年）に羽倉簡堂に師事した。1857年（安政4年）帰国し、公子伴読を務め、1859年（安政6年）には藩校明善堂の寮長となる。しかし、真木保臣に従って尊攘派として活動したことを藩から咎められ、1863年（文久3年）に士籍を除かれた上、5年間幽囚された。1868年（明治元年）2月に帰藩を許され、8月に軍務官判事試補となり、また徴士や大坂湾防御の参謀にも任じられた。明治維新後の1869年（明治2年）、「朝鮮交際私議」を太政官に建白し、同年11月外務省判任出仕となった。
1870年（明治3年）3月、森山茂とともに釜山の草梁倭館に派遣され、書契問題で紛糾していた朝鮮との国交樹立の予備交渉を進めた。この過程で朝鮮側の態度に憤激した佐田は、同年4月に帰国したのち政府に征韓を主張する報告書を提出した。しかし佐田らの報告書を承け外務省が太政官に提出した「対朝鮮政策三箇条」では「断交状態を維持」・「国使として木戸を派遣し拒否すれば武力攻撃」・「対清条約先行」の3つの選択肢が提示されていた。政府は結局第2案・第3案の折衷策を採り、同年末に外務権少丞・吉岡弘毅を釜山に派遣して正式な国交樹立交渉を進めるとともに、翌1871年（明治4年）9月には朝鮮の宗主国である清との間で日清修好条規および通商章程を調印した。
帰国後の佐田は外務大録に任じられたが、1871年（明治4年）8月、西郷隆盛ら征韓派に同調し辞官・帰郷した。その後は閑居し文筆活動に従事した。
大正5年（1916年）、正五位を追贈された。

## 征韓建白書
琴秉洞によれば、明治維新後政権の中枢で征韓論を唱えたのは吉田松陰の弟子である木戸孝允だったが、それを草の根に広げ日本中を熱狂させたのが佐田白茅であり、明治初年には「朝鮮は応神天皇以来、（朝貢の）義務の存する国柄であるから、維新の勢力に乗じ、速やかに手を入れるがよろしい」という建白書を政府に提出した。以後3度にわたって建白書を提出し、佐藤信淵にならって朝鮮征服は「30大隊あればことが足りる」と述べており、琴秉洞は「朝鮮従属を早くから提唱した佐田白茅の朝鮮蔑視の根は深い」と評している。

## 著書
ともに『明治文化全集』第22巻（雑史篇）に収録されている。
- 『征韓評論』（1875年）
- 『征韓論の旧夢談』（1903年）